# Caserne des pérégrins
Pour les articles homonymes, voir Castra et Peregrina.
La caserne des pérégrins (en latin : Castra Peregrina) abrite une garnison de peregrini, des légionnaires détachés des armées provinciales et affectés de services spéciaux dans Rome.

## Localisation
La caserne est située sur le Cælius, entre le temple de Claude et le Macellum Magnum.

## Fonction
Les troupes des peregrini, des légionnaires dirigés par un princeps peregrinorum, se composent essentiellement de frumentarii et de speculatores, employés à l'origine au service d'approvisionnement puis comme police spéciale du IIe au IIIe siècle et comme courriers militaires. Les frumentarii étant chargés principalement de missions de police, leur caserne devient le principal lieu de détention de Rome.

## Histoire
Les peregrini tiennent garnison dans Rome entre les règnes de Galba et de Dioclétien. Néanmoins, la première mention d'un princeps peregrinorum à Rome date du règne de Trajan. Alexandre Sévère adjoint à leur caserne un temple dédié à Jupiter. Ayant acquis une mauvaise réputation au début du IIIe siècle, considérés comme des espions de l'empereur, les peregrini sont dissous par Dioclétien.

## Description
Un temple dédié à Jupiter Redux est érigé à l'intérieur de la caserne. Une trace épigraphique des frumentarii a été trouvée à Ostie, sur une colonne de la Place des Corporations, qui mentionne la caserne. Il s'agit d'une figure du Génie des Castra Peregrina, sculptée en accomplissement d’un vœu formulé par deux frumentarii.